# RT-21
El RT-21 Temp 2S fue un misil intercontinental nuclear móvil a combustible sólido diseñado por la Unión Soviética. La OTAN le asignó el nombre de Sinner (código SS-16 o SS-X-16 al tratarse de un prototipo). Su designación GRAU fue 15Zh42.

## Historia
El misil ICBM SS-16 se basaba en el conocido misil de alcance intermedio SS-20. Diversos problemas derivados de los tratados START II firmados por la Unión Soviética y Estados Unidos condujeron a la cancelación del programa, a mediados de los años 1980, antes de que llegara a entrar en servicio activo. Algunas fuentes aseguran que hasta dos regimientos de los 200 misiles, construidos en el momento de su cancelación, pudieron ser desplegados durante un breve tiempo, mientras que 60 unidades más se habrían almacenado en Plesetsk, para utilizar sus motores en otros diseños de cohetes.